# Духовне управління мусульман Криму
Духовне управління мусульман Криму (крим. Qırım Musulmanları Diniy İdaresi) — релігійна організація, яка об'єднує деякі мусульманські громади, центральний духовно-адміністративний орган мусульман, які мешкають в Криму. Існує з 1991 року. Ідеологія: сунніти, ханафітського мазгабу.

## Історія

### Заснування
Після розпаду Совєтського Союзу та отримання Україною незалежності, кримські татари, які були депортовані в 1944 році до середньої азії, нарешті мали змогу повернутися на батьківщину, в Крим. Після повернення кримських татар постало гострим питання відновлення релігійних інституцій, які були знищені за часів Совєтської окупації. Тому в 1991 році було створено Кадіат, або Духовне управління мусульман Криму. Першим муфтієм Криму було обрано хаджи Сеїджаліля Ібрагімова.

### Момент окупації
На момент окупації Криму Росією, муфтієм був Еміралі Аблаєв. Після окупації він перейшов на бік окупанта, й далі обіймає посаду муфтія в новоствореній «централізованій релігійній організації — Духовному управлінні мусульман Республіки Крим» (ЦРО ДУМК).

### Після окупації
Після анексії Криму та початку АТО, велика кількість мусульман переселяються в міста материкової частини України, утворюючи мусульманські громади в місцях компактного проживання.
Громади кримських татар, як корінного народу України, спільно з іншими мусульманськими громадами проявили ініціативу створення духовного управління мусульман кримських татар України для більш ефективної організації та розвитку мусульманської спільноти України. Таким чином з 19 листопада 2016 року ДУМК, після дворічної затримки, продовжило свою діяльність на території України.
2 вересня 2024 року внаслідок масованого ракетного удару російських варварів по Києву суттєвих руйнувань завдано будівлі Ісламського культурного центру Духовного управління мусульман Автономної Республіки Крим (мечеть на Нивках).
На сьогодні Духовне управління мусульман Криму об'єднує наступні мусульманські громади України:
- Штаб квартира муфтія кримських татар — Київ, просп. Берестейський 67/1 (у приміщені асоціації мусульман України)
- «Бірлік» — Київська обл. с. Чайки, вул. Грушевського, 33.
- «Селям» — Київська обл., с. Погреби, вул. Різдвяна, 10А.
- «Рахма» — Волинська обл., м. Луцьк, вул. Винниченко, 8А.
- «Релігійна громада мусульман м. Львів» — М. Львів, вул. Саксаганського, 20.
- «Османли джаміси» — Одеська обл., с. Нова Долина, вул. Новоселова, 35.
- «Сари кермен» — Херсон, вул. Нафтовиків, 15.
- «Бірлік» — Херсонська обл., Генічеський р-н, с. Щасливцеве, вул. Миру, 32.
- «Іслам» — Херсонська обл., м. Генічеськ, вул. Міська, 31.
- «Іслам» — Херсонська обл., смт. Новоолексіївка, вул. Дружби Народів, 16.

## Діяльність

### 2016
- 5 грудня. Муфтій Криму, Айдер Рустемов, спільно з представниками інших мусульманських об'єднань, підписав хартію мусульман України.[6].

### 2019
- 18 листопада. Муфтій Айдер Рустемов взяв участь у засіданні круглого столу з релігійної свободи в Україні.[7]
- 4 грудня. Муфтій ДУМК - Айдер Рустемов зустрівся з Президентом України  Володимиром Зеленським на зустрічі Президента з представниками церков і релігійних організацій України.[8]

### 2020
- 1 березня. На базі духовного управління мусульман Криму відбувся дитячий конкурс «Світло Корану» імені Номана Челебіджихана — муфтія Криму, Литви, Польщі, лідера кримськотатарського народу.[9]
- 19 вересня. У селі Чайки Києво-Святошинського району Київської області було урочисто відкрито новий Кримськотатарський культурний центр «Birlik» («Єдність»).[10]

### 2021
- У Києві збудують кримськотатарський культурний центр та Соборну мечеть, що зможе вмістити близько 5000 вірян.[11]

### 2023
- У Львові відкрили Ісламський релігійно-культурний центр.[12]
- У липні було поновленно членство Духовного управління в ВРЦіРО.[13]

## Муфтії
- Сеїджаліль Ібрагімов (1992-1995)
- Нурі Мустафаєв (1995-1999)
- Еміралі Аблаєв (1999-2016)
- Айдер Рустемов (2016-н.ч.)